# Sverigepartiet
Sverigepartiet (SvP) (Zweeds voor: "De Zweden-partij")  was een Zweedse nationalistische partij die opgericht werd in het jaar 1986, toen de Framstegsparti en Bevara Sverige Svenskt samengingen. De partijvoorzitter was Stefan Herman, de vicevoorzitter Sven Davidsson. Na interne twisten werd de Framstegsparti-vleugel uitgesloten in 1988, waarna de partij haar naam veranderde in Sverigedemokraterna.
Na de naamsverandering trachtte de SvP-activist Lars Lindh de partij voort te zetten met haar oude naam, maar zonder veel gevolg. Buiten enkele lokale radio-uitzendingen had Lars Lindhs SvP geen werkzaamheden.